# Мратиньє (гребля)
Гребля Мратиньє — це бетонна аркова гребля в каньйоні річки Пива в Чорногорії.

## Опис
Гребля була завершена в 1975 році за проектом Енергопроекту. ЇЇ будівництво призвело до затоплення каньйону Пиви та створення другого за величиною в Чорногорії озера Пива, площею 12,5 км².
Це одна з найвищих гребель Європи — 220 метрів (720 футів). Довжина греблі 268 метрів, товщина на гребені 4.5 метри. Фундаменти сягають 38 метрів у глибину. На будівництво пішло 820000 м3 бетону та 5000 тонн сталі.
ГЕС на Мратиньє здатна виробляти 860 гігават-годин на рік. Вона має три турбіни та генератори, кожен потужністю 120 МВт.
Монастир Пива, збудований у 16му столітті, затопило озером, тому під час будівництва греблі його розібрали та реконструювали на 3.5 км вище.

## Галерея

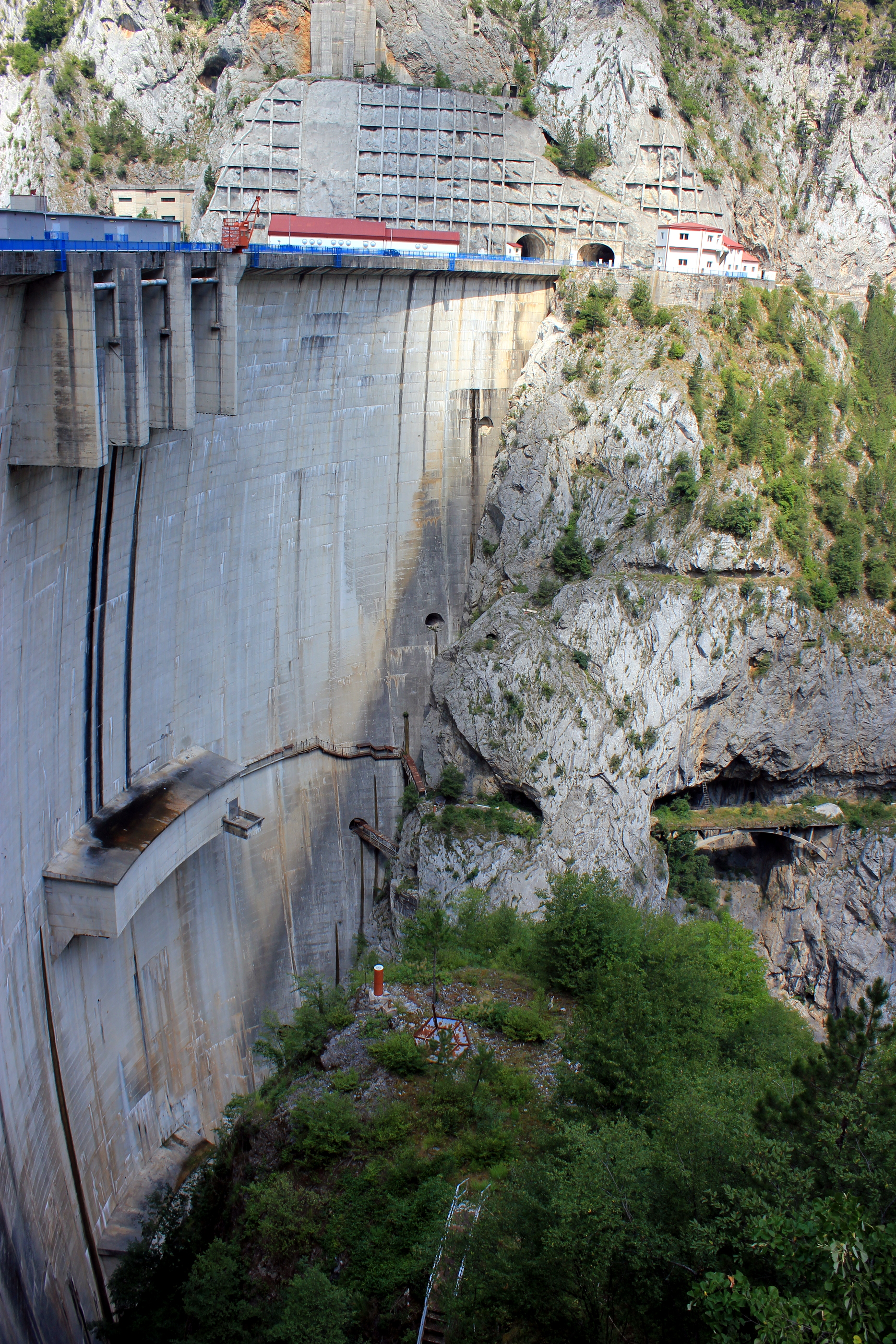
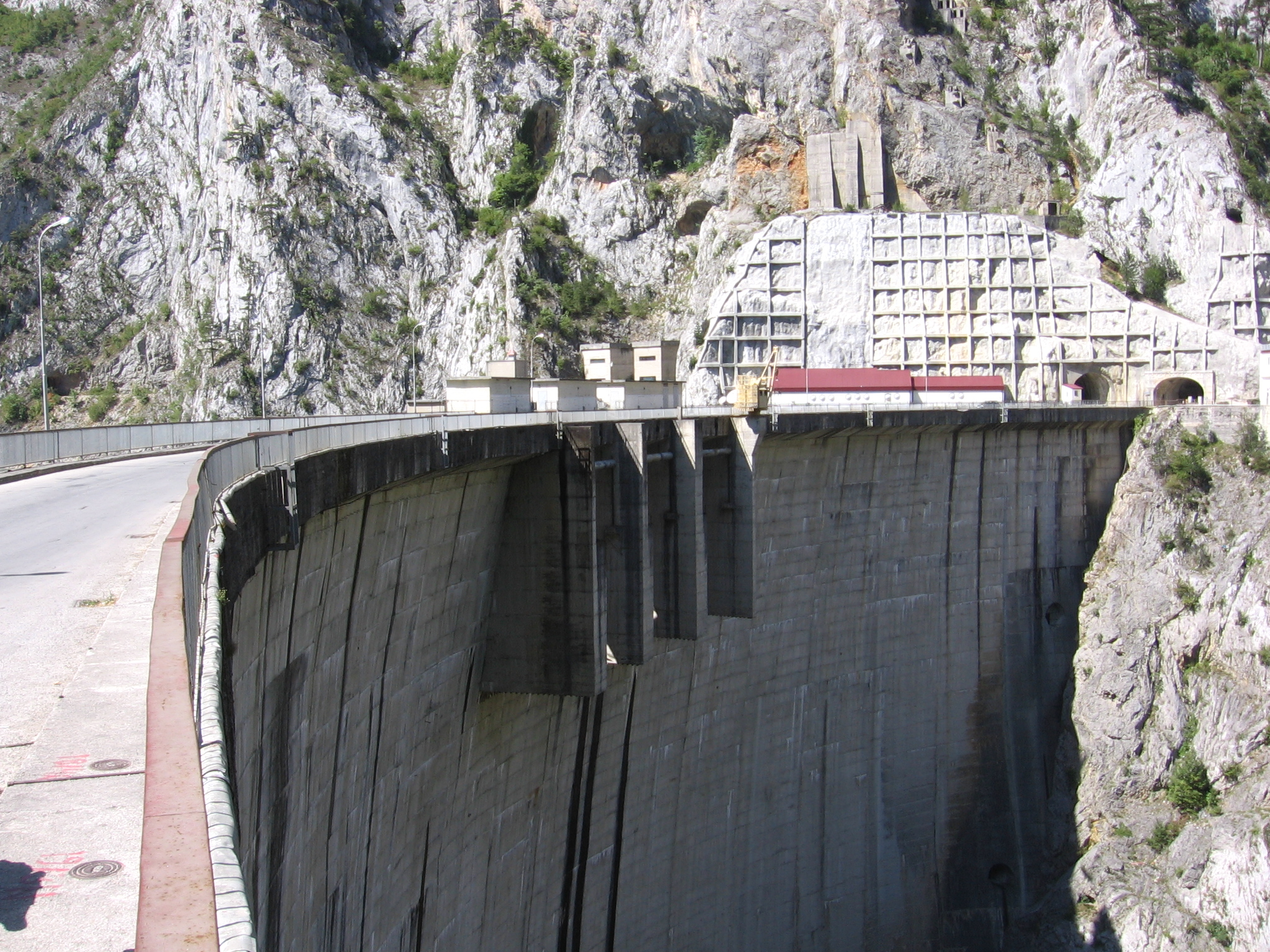
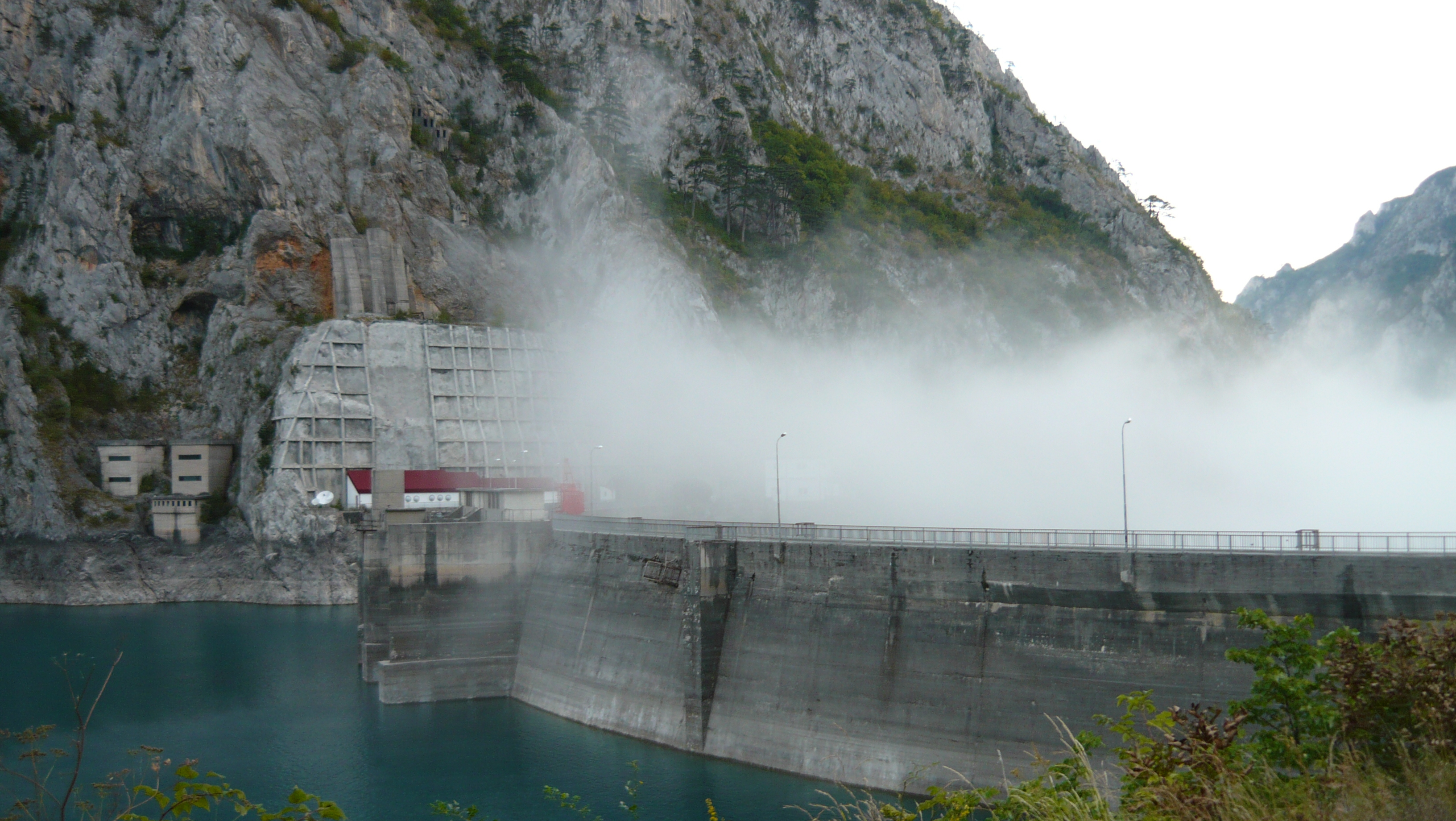
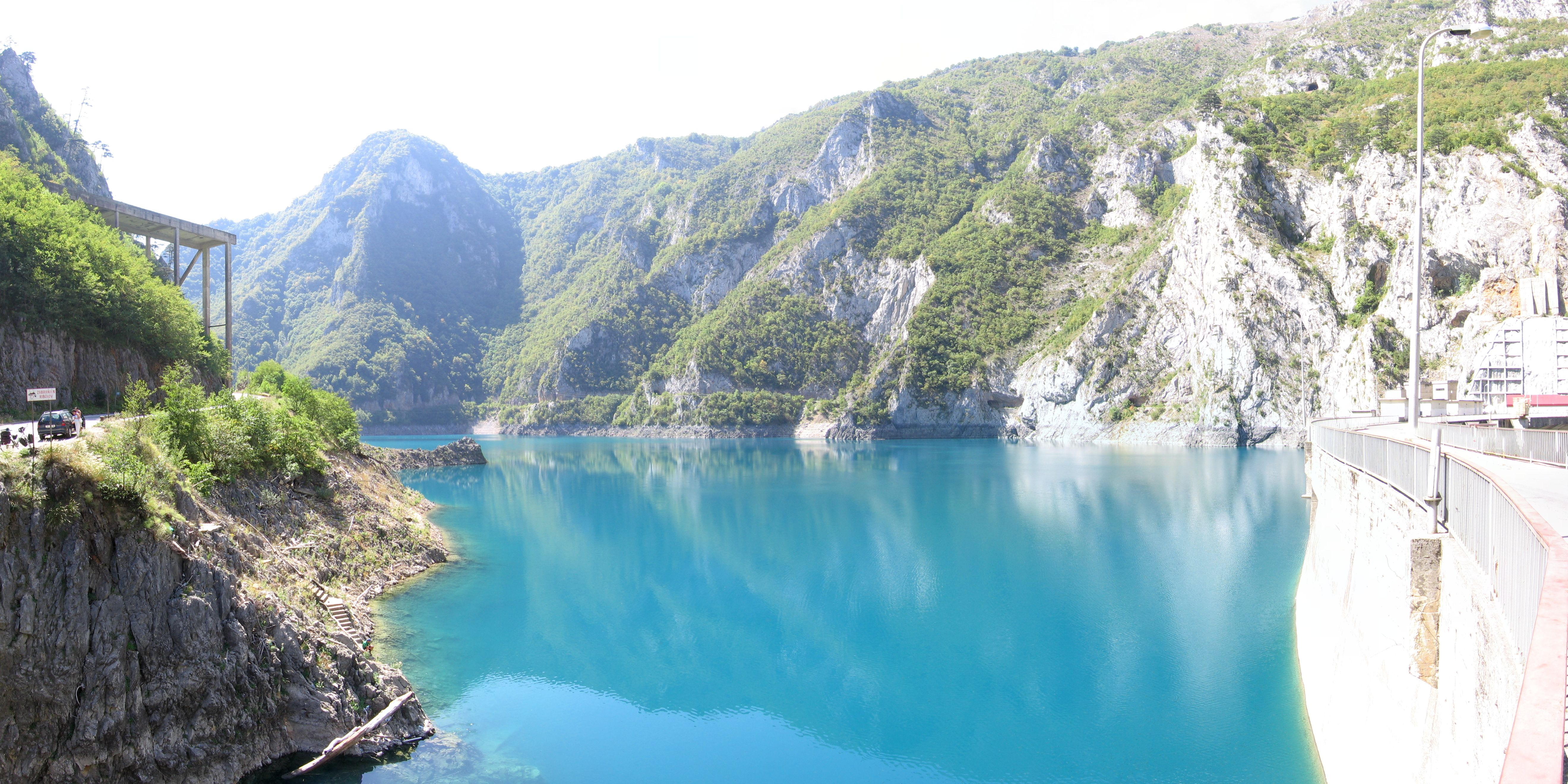